# والمو کریسا
والمو کریسا (استونیایی: Valmo Kriisa؛ زادهٔ ۱۸ مهٔ ۱۹۷۴) بازیکن سابق بسکتبال اهل استونی است. وی در سال ۲۰۰۷ بازیکن سال بسکتبال استونی شده‌است.